# Kuolojärvi
Kuolojärvi (rus: Куолоярви, finès: Sallansuu) és un poble deshabitat del municipi d'Alakurtti al districte de Kandalakxa, al sud-oest de l'óblast de Múrmansk a Rússia. El poble es troba a uns deu quilòmetres de la frontera entre Rússia i Finlàndia, a la desembocadura del riu Sallajoki.
El poble de Sallansuu, antigament part de Finlàndia, va servir com a poble de l'església i centre municipal de Salla fins a la Segona Guerra Mundial, quan el poble va ser completament destruït. Hi ha un cementiri de soldats finlandès, rus i alemany a prop de les ruïnes de la primera església de Salla. El cementiri dels soldats finlandesos té un monument dedicat a l'heroic guerrer dissenyat per Ensio Seppänen.

## Nota
1. ↑  Suomen sotahistoriallinen seura, Sotahistorialliset kohteet, Venäjä: Venäläisten kenttähautausmaa Salla (finès)
2. ↑  Suomen sotahistoriallinen seura, Sotahistorialliset kohteet, Venäjä: Saksalainen kenttähautausmaa Salla (finès)
3. ↑  Suomen sotahistoriallinen seura, Sotahistorialliset kohteet, Venäjä: Vanha Salla kirkkomaa (finès)